# Wesoła siódemka
Wesoła siódemka (ang. The Get Along Gang; fr. Les Amichaines, 1984–1986) – kanadyjsko-japońsko-francusko-amerykański serial animowany, wyprodukowany przez DIC Entertainment. Opowiada o grupie przyjaciół z miasteczka Green Meadow. Bohaterami serialu "Wesoła siódemka" są kot Tobby, jeżozwierz Inka, bóbr Bingo, łoś Jelonek, owca Tina i pies Dolly. Niestety, dokuczają im agresywny aligator Dyl i lekkomyślna jaszczurka Kroko. Serial powstał na przełomie roku 1984 i 1985.
Serial można było oglądać na kanale Jetix Play, Fox Kids i TVP1.

## Bohaterowie

### Główni bohaterowie
- Jelonek – łoś, przywódca grupy. Kieruje wagonem i zabiera grupę na różne wyprawy. Jest twórczy i wyrozumiały. W pierwszej wersji dubbinguje go Robert Rozmus, w drugiej Zbigniew Borek.
- Tobby – jest kotem ubranym w pomarańczowe sportowe ciuchy. Jest dzielny i odważny. W obu polskich wersjach językowych głosu użyczyła mu polska aktorka, Joanna Wizmur.
- Inka – jest małym i nieśmiałym jeżozwierzem. Gdy ktoś ma kłopoty, wpada w panikę. W polskim dubbingu Inka mówi głosem: w pierwszej wersji Ilony Kuśmierskiej, w drugiej Barbary Bursztynowicz.
- Bingo – twórczy i wrażliwy bóbr. Pomaga innym i gra w koszykówkę. Gdy coś widzi strasznego, ucieka z krzykiem. Jest dość przebiegły. W pierwszej wersji dubbinguje go Izabella Dziarska, w drugiej Agata Gawrońska.
- Tina – piękna owieczka. Liczy się dla niej piękno i uroda. Ubrana jest w żółtą sukienkę. Jest twórcza i lubi kwiaty. W pierwszej wersji dubbinguje ją Halina Chrobak, w drugiej Izabella Dziarska.
- Dolly – odważny i pełen radości pies. Jest cheerleaderką. Lubi swoje przygody. Gdy pies ma kłopoty, prosi o pomoc przywódcę grupy. Ma starego kuzyna. W pierwszej wersji dubbinguje ją Ewa Złotowska, w drugiej Halina Chrobak.

### Bohaterowie drugoplanowi
- Sierżant – buldog, komendant policji w mieście Green Meadow.
- Pan Kozioł – kozioł, właściciel lodziarni w Green Meadow.
- Kroko – jaszczurka, wróg Wesołej Siódemki. Jest dość straszny. Wraz ze swoim przyjacielem oszukuje i utrudnia życie członkom drużyny.
- Dyl – aligator, wróg Wesołej siódemki. Jest przyjacielem Kroko. Wraz ze swoim przyjacielem oszukuje i utrudnia życie członkom drużyny.

### Bohaterowie epizodyczni
- Panna Tabby – kocica, bliźniacza kuzynka Tobby'ego. Występuje w odcinku Złote serce Tobby'ego.
- Właściciel stacji kolejowej – buldog. Występuje w odcinku Złote serce Tobby'ego. W tym odcinku, gdy dowiedział się, że Tobby dostał spadek, wraz z innymi mieszkańcami miasta przeszkodził bohaterom w dotarciu do Szyszkowej Góry poprzez przetrzymanie ich w domu Panny Tabby.
- Kapitan – mors. Występuje w odcinku Skarb Malteków, gdzie nagradza Dolly książką za sprzątanie jego domu.
- Robot Harmie – robot stworzony przez Jelonka. Wygląda jak sam twórca. Występuje w odcinku Robot Harmie. W tym odcinku podczas jarmarku Dyl uszkodził kable, przez co robot zaczął się psuć robiąc bałagan po całym mieście. Został uratowany przez Inkę, która wcisnęła czerwony przycisk awaryjny.

## Aspekty techniczne
Serial został po raz pierwszy wyemitowany 3 września 1992 roku na kanale TVP1 z polskim dubbingiem nagranym przez dwa warszawskie studia dubbingowe: Studio Opracowań Filmów na kasecie VHS od firmy EUROCOM z 1991 roku (odc. 1-3) i Studio Kobart dla TVP (odc. 4-13). Reżyserem obu wersji dubbingowych jest Miriam Aleksandrowicz, a tłumaczem Maria Etienne oraz Dariusz Dunowski i Zbigniew Borek. Obie wersje dubbingowe pokazały trzy stacje telewizyjne.

## Tłumaczenie
Polska wersja jest tłumaczeniem z języków: angielskiego i francuskiego. Wyglądała ona następująco:
- Piosenka czołówki została przetłumaczona z języka francuskiego.
- Czołówka w polskiej wersji ma tą samą aranżację co w wersji francuskiej.
- Imiona zarówno głównych jak i drugoplanowych bohaterów zostały w tradycyjny sposób zmienione:
  - imię owcy Woolma zostało zamienione na Tina;
  - suczka Dotty otrzymała imię Dolly;
  - lider grupy łoś Montgomery został nazwany Jelonkiem;
  - imiona wrogów głównych bohaterów - Catchum i Leland - zamieniono na Dyl i Kroko;
  - jeżozwierzyca Portia dostała imię Inka;
  - kot Zipper otrzymał imię Tobby;
  - imię bobra, Bingo, pozostało bez zmian.

## Twórcy
Tytuł oryginału: Get Along Gang

Tytuł francuski: Les Amichaines

Produkcja: © 1984-1986 Dic – Saban Entertainment – France 3 – Scolastic – Lorimar Productions

Reżyseria: Bernard Deyries, Cullen Blaine, Michelle Debbault

Scenariusz: Jean Chalopin, Bernard Deyries, Marc Scott, Zicree Larry, Parr Jack

Projekt postaci: David Anderson, Joel Seibel

Muzyka: Haim Saban, Shuki Levy

## Wersja polska

### Odcinki 1-3 (VHS)
W wersji polskiej udział wzięli:
- Robert Rozmus – Łoś Jelonek
- Izabella Dziarska – Bóbr Bingo
- Joanna Wizmur – Kot Tobby
- Halina Chrobak – Owieczka Tina
- Ewa Złotowska – Pies Dolly
- Ilona Kuśmierska – Jeżozwierz Inka
- Jerzy Kramarczyk –
  - Kroko
  - Świstak - jeden z mieszkańców miasta (odc. 1a)
  - Kapitan (odc. 1b)
  - Sędzia na zawodach wioślarskich (odc. 2a)
- Zbigniew Suszyński – Dyl

W pozostałych rolach:
- Joanna Kurowska -
  - Panna Tabby (odc. 1a)
  - Właścicielka sklepu (odc. 2b)
  - Kobieta w filmie (odc. 3a)
- Tadeusz Borowski - Szop - jeden z mieszkańców miasta (odc. 1a)
- Jerzy Złotnicki -
  - Właściciel stacji kolejowej (odc. 1a)
  - Sierżant
- Ryszard Olesiński -
  - Robot Harmie (odc. 2b)
  - Sędzia w konkursie wynalazców (odc. 2b)
  - Sammy Wąż (odc. 3a)
  - Steve - aktor grający w filmie (odc. 3b)
  - Asystent Gary (odc. 3b)
- Mirosław Wieprzewski -
  - Niedźwiedź - jeden z mieszkańców miasta (odc. 1a)
  - Właściciel lodziarni
  - Jeden z widzów (odc. 2a)
  - Wujek Marty (odc. 3b)
- Jarosław Domin - Prezes banku (odc. 3b)

i inni
Wersja polska: Studio Opracowań Filmów w Warszawie

Reżyser: Miriam Aleksandrowicz

Dialogi: Maria Etienne

Przekład piosenki: Filip Łobodziński

Dźwięk: Jerzy Januszewski

Montaż: Halina Ryszowiecka

Kierownik produkcji: Andrzej Oleksiak

Opracowanie muzyczne: Marek Klimczuk

Piosenkę tytułową śpiewały: Alibabki

Dystrybucja w Polsce: Eurocom

Lektor: Tadeusz Borowski

### Odcinki 4-13 (TVP)
Wersja polska: Studio Kobart Warszawa

Dialogi:
- Zbigniew Borek
- Dariusz Dunowski
- Maria Etienne

Reżyser: Miriam Aleksandrowicz

Dźwięk i montaż:
- Andrzej Kowal
- Sławomir Czwórnóg

Przekład piosenki: Filip Łobodziński

Opracowanie muzyczne: Marek Klimczuk

Kierownik produkcji: Ewa Borek

Udział wzięli:
- Joanna Wizmur – Kot Tobby
- Halina Chrobak – Pies Dolly
- Izabella Dziarska – Owieczka Tina
- Agata Gawrońska – Bóbr Bingo
- Barbara Bursztynowicz – Jeżozwierz Inka
- Zbigniew Borek – Łoś Jelonek
- Mariusz Leszczyński – Komisarz policji
- Edyta Jungowska
- Robert Rozmus
- Jerzy Mazur
- Piotr Stec
- Piotr Gąsowski
- Jerzy Dominik
- Krystyna Kozanecka
- Aleksander Gawroński
- Joanna Kurowska
- Jerzy Kramarczyk
- Władysław Grzywna

i inni
Piosenkę czołówki śpiewały: Alibabki
Lektor: Stanisław Olejniczak

## Odcinki
- Serial składa się z 13 odcinków po 2 epizody każdy.
- Od 3 września do 26 listopada 1992 roku kreskówkę wyświetliło TVP1, a w latach 2005 i 2006 na Jetix Play.

### Spis odcinków
| Premiera odcinka (TVP1) | N/o | Polski tytuł                | Angielski tytuł                    |
| ----------------------- | --- | --------------------------- | ---------------------------------- |
|                         |     |                             |                                    |
| SERIA PIERWSZA          |     |                             |                                    |
|                         |     |                             |                                    |
| 03.09.1992              | 01  | Złote serce Tobby’ego       | Zipper’s Millions                  |
| 03.09.1992              | 01  | Skarb Malteków              | Half a Map is Better Than None     |
|                         |     |                             |                                    |
| 10.09.1992              | 02  | Wielki zakład               | Caboose on the Loose               |
| 10.09.1992              | 02  | Robot Harmie                | Montgomery’s Mechanical Marvel     |
|                         |     |                             |                                    |
| 17.09.1992              | 03  | Detektywi                   | The Get Along Detectives           |
| 17.09.1992              | 03  | Jak w Hollywood             | The Get Along Gang Go Hollywood    |
|                         |     |                             |                                    |
| 24.09.1992              | 04  | Z głową w chmurach          | Head in the Clouds                 |
| 24.09.1992              | 04  | Polowanie na bestie         | Hunt for the Beast                 |
|                         |     |                             |                                    |
| 01.10.1992              | 05  | Wielki wyścig               | Engineer Roary                     |
| 01.10.1992              | 05  | Tina obchodzi urodziny      | Woolma’s Birthday                  |
|                         |     |                             |                                    |
| 08.10.1992              | 06  | Zwycięzca bierze wszystko   | Them’s the Brakes                  |
| 08.10.1992              | 06  | Lekcja judo                 | A Pinch of This, A Dash of That    |
|                         |     |                             |                                    |
| 15.10.1992              | 07  | Przestępcy                  | The Bullies                        |
| 15.10.1992              | 07  | O jedno za mało             | The Get Along Gang Minus One       |
|                         |     |                             |                                    |
| 22.10.1992              | 08  | Wszyscy są w błędzie        | The Wrong Stuff                    |
| 22.10.1992              | 08  | Historia Bingo              | Bingo’s Tale                       |
|                         |     |                             |                                    |
| 29.10.1992              | 09  | Lider ma zawsze rację       | Follow the Leader                  |
| 29.10.1992              | 09  | Nowa koleżanka Bingo        | Bingo’s Pen Pal                    |
|                         |     |                             |                                    |
| 05.11.1992              | 10  | Przygoda w starej latarni   | The Lighthouse Pirates             |
| 05.11.1992              | 10  | Niełatwo być kierowcą       | Uneasy Rider                       |
|                         |     |                             |                                    |
| 12.11.1992              | 11  | Biwak                       | Camp Get Along                     |
| 12.11.1992              | 11  | Zakończenie szkoły          | School’s Out                       |
|                         |     |                             |                                    |
| 19.11.1992              | 12  | Zdjęcia                     | Pick of the Litter                 |
| 19.11.1992              | 12  | Mali dziennikarze           | Nose for News                      |
|                         |     |                             |                                    |
| 26.11.1992              | 13  | Zimowe szaleństwa           | Snowbound Showdown                 |
| 26.11.1992              | 13  | Wielka wyprzedaż ciasteczek | That’s the Way the Cookie Crumbles |
|                         |     |                             |                                    |